# Hubenov (Borotice)
Hubenov je vesnice, část obce Borotice v okrese Příbram ve Středočeském kraji. Nachází se asi 1,5 kilometru jihovýchodně od Borotic. Vesnicí protéká Hubenovský potok. Vesnicí prochází silnice II/102. Je zde evidováno 104 adres. V roce 2011 zde trvale žilo 67 obyvatel.
Hubenov leží v katastrálním území Hubenov u Borotic o rozloze 2,42 km².

## Historie
První písemná zmínka o vesnici pochází z roku 1653.

## Obyvatelstvo
| Rok            | 1869 | 1880 | 1890 | 1900 | 1910 | 1921 | 1930 | 1950 | 1961 | 1970 | 1980 | 1991 | 2001 | 2011 | 2021 |
| -------------- | ---- | ---- | ---- | ---- | ---- | ---- | ---- | ---- | ---- | ---- | ---- | ---- | ---- | ---- | ---- |
| Počet obyvatel | 221  | 231  | 248  | 226  | 208  | 218  | 177  | 150  | 115  | 90   | 76   | 50   | 45   | 67   | 71   |
| Počet domů     | 35   | 36   | 36   | 38   | 38   | 43   | 45   | 42   | 42   | 29   | 28   | 42   | 43   | 47   | 47   |

## Obecní správa
Při sčítání lidu v letech 1850–1879 Hubenov byl osadou obce Borotice v okrese Příbram. V letech 1880–1899 byl osadou obce Dražetice v okrese Příbram. V letech 1900–1960 byl samostatnou obcí, se kterým patřil nejprve do okresu Příbram, ale v roce 1950 v okrese Dobříš a od roku 1960 opět v okrese Příbram. Od 12. června 1960 je opět částí obce Borotice v okrese Příbram.

## Galerie

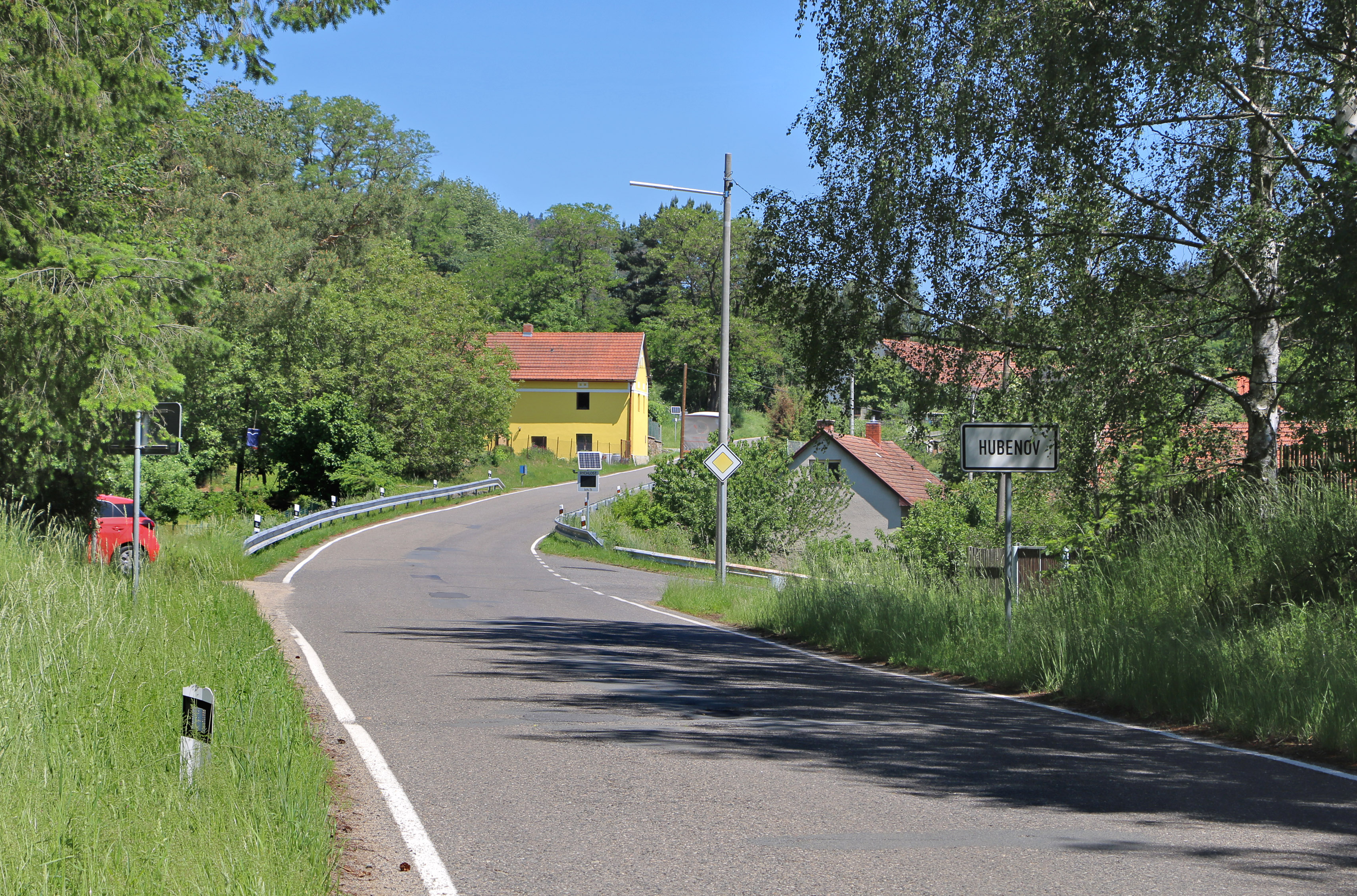
Silnice II/102
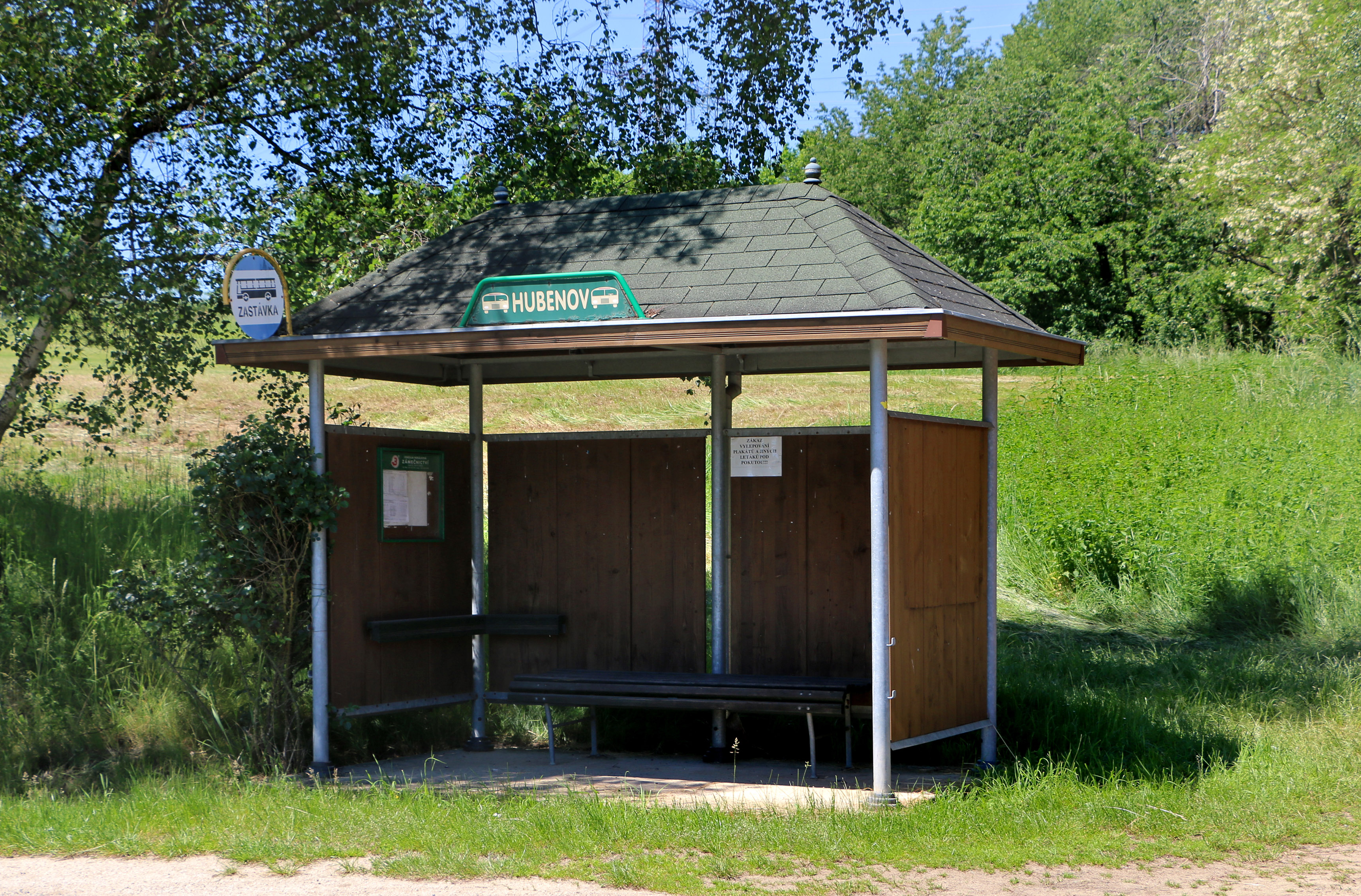
Zastávka
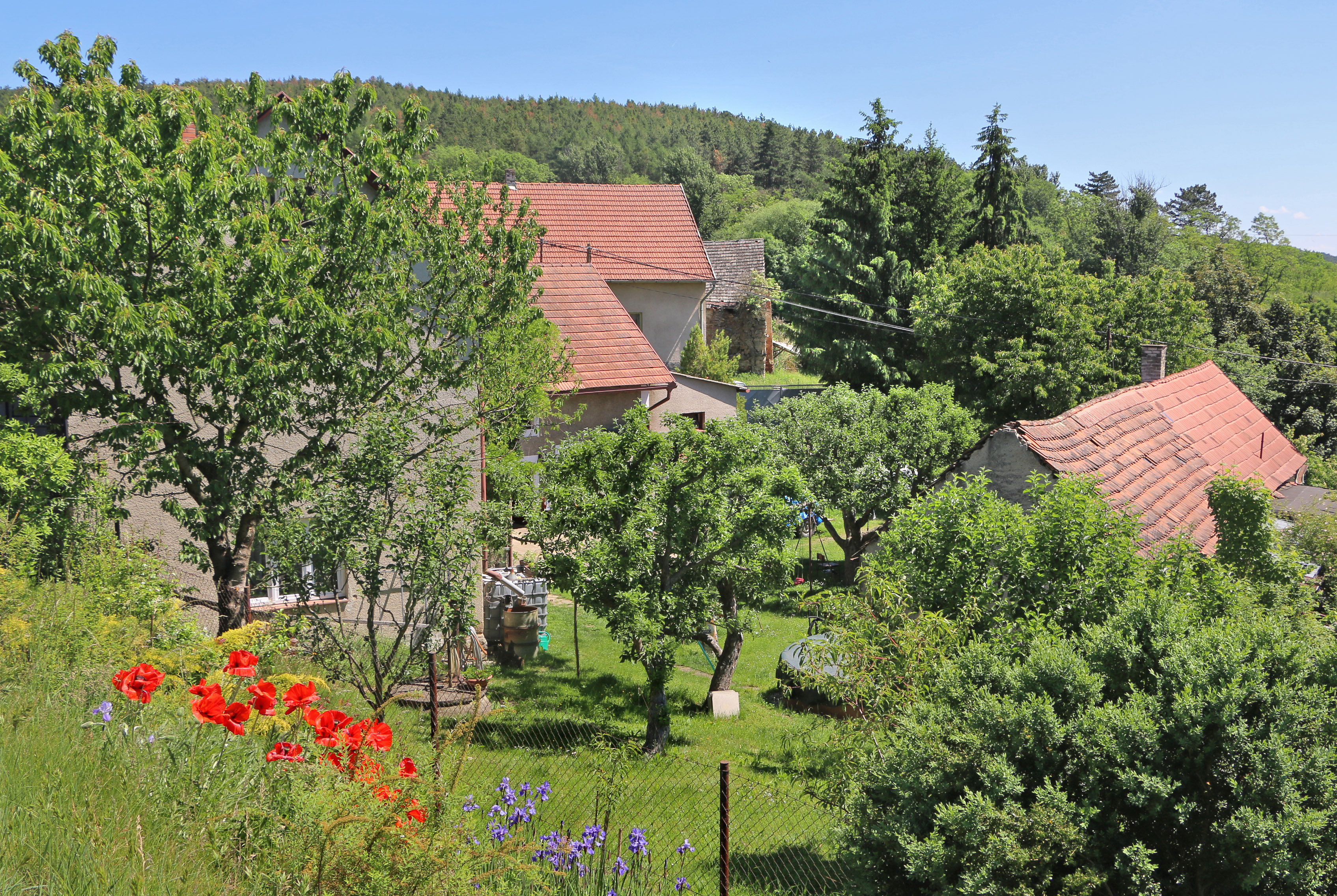
Domky ve vsi